# 王凯 (1962年)
王凯（1962年7月—），男，汉族，河南洛阳人，中华人民共和国政治人物。山西大学经济系政治经济学专业毕业，中国人民大学经济学系政治经济学专业经济学硕士学位，武汉大学经济与管理学院经济思想史专业在职经济学博士学位。现任中共河南省委副书记、省政府省长、党组书记。

## 生平
1979年9月，在山西大学经济系政治经济学专业学习。1983年10月参加工作，任中共晋城市委党校教师。1984年12月加入中国共产党。1988年9月，在中国人民大学经济学系政治经济学专业学习，获经济学硕士学位。1991年7月，任中共中央纪委案件审理室干部。1992年9月，任副主任科员。1993年4月，任主任科员。1995年4月，任案件审理室调研处副处长。1999年6月，任调研处处长（其间：2001年4月—2002年11月，挂职任广西梧州市副市长）。

### 广西
2002年11月，任梧州市副市长。2003年8月，任中共梧州市委常委、组织部部长。2006年9月，任中共梧州市委副书记。2008年2月，任中共梧州市委副书记、市长（其间：2009年9月—2012年6月，在武汉大学经济与管理学院经济思想史专业学习，获经济学博士学位）。2013年1月，任中共玉林市委副书记。2013年2月，任中共广西玉林市委副书记、代市长、市长，市政府党组书记。2014年1月，任中共玉林市委书记。2016年11月，任中共广西壮族自治区党委常委，玉林市委书记。

### 吉林
2017年3月，任中共吉林省委常委、組織部部長。2019年4月，任中共吉林省委常委、长春市委书记。

### 河南
2021年4月2日，王凯任中共河南省委副书记、河南省人民政府代省长，他是中华人民共和国第三位河南籍的河南省省长，前两位是吴芝圃（1949年－1962年7月）和段君毅（1978年10月－1979年9月）。6月16日，河南省第十三届人民代表大会第五次会议选举王凯为河南省人民政府省长。
2022年10月22日，当选为中国共产党第二十届中央委员会委员。